# 徐淳永
徐 淳永（ソ・スニョン、朝鮮語: 서순영、1900年6月17日 - 1983年5月9日）は、大韓民国の法曹、政治家。制憲韓国国会議員。
号は然斎。法曹の徐柱演は甥、韓大鉉（韓聖寿の息子）は娘婿。

## 経歴
慶尚南道晋州郡（現・晋州市）または巨済島出身。巨済普通学校、東亜商業高等学校を経て、36歳の時に日本大学専門部法科本科を卒業した。40歳の時に朝鮮弁護士試験および高等文官試験司法科に合格し、その後京城弁護士試補試験にも合格した。1941年より大邱地方法院所属の弁護士、大邱控訴院判事、釜山地方法院晋州支院上席判事などを務めた。地元の要請により1948年の初代総選挙で統営乙選挙区（現在の巨済市にあたる）より無所属で出馬して当選し、国会法制司法委員、反民族行為特別調査委員会特別裁判部第3部裁判長を務めた。特に反民特委裁判長在任中は崔麟・金秊洙・盧徳述・李豊漢などの裁判を担当したため、親日分子の掃討に不満を持つ大統領の李承晩が派遣した商工部長の任永信との面会も三権分立の原理として3回拒否した。一方、金秊洙については大法院長の金炳魯が世論を理由として、徐に無罪判決の再考を要請したにもかかわらず、無罪判決を出した。国会議員在任中に巨済島で保導連盟事件が発生したため、国防部長官の申性模に解決を要請し、巨済島駐屯の白骨部隊の蛮行を非難した。1950年の第2代総選挙と1954年の第3代総選挙にも出馬したが、いずれも落選した。釜山政治波動の時は弁護士代表として、趙炳玉・張勉・李始栄・金性洙・柳珍山らと共に野党の『反独裁護憲救国宣言文』の作成に関わったため、弁護士業を辞めて一時期忠武市で避難した。5・16軍事クーデター以降、釜山に来た共和党の要人などから政界復帰や党顧問職を勧誘されたが、いずれも断った。政界引退後は巨済郡を中心として奨学会を運営していた後、隠遁生活を送り漢詩も多く書いた。
1983年に84歳で死去。